# Cuango (província)
Cuango (em francês: Kwango) é uma província da República Democrática do Congo. Criada pela Constituição de 2006 (instalada em 2009), foi desmembrada da antiga província de Bandundu. Tem uma população de 1.994.036 habitantes. Sua capital é a cidade de Kenge.
Devido ao rio Cuango, que atravessa a província, foi-lhe dado seu nome.